# Bella Achmadoelina

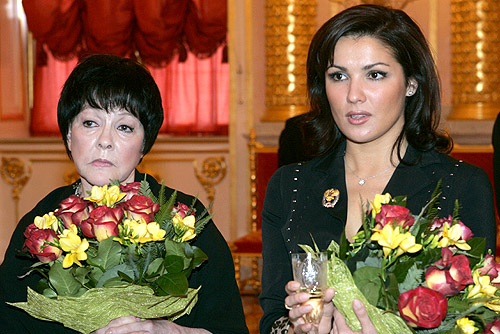
Bella Achmadoelina (links) in 2005, met opera-ster Anna Netrebko

Bella (Isabella) Achatovna Achmadoelina (Russisch: Белла Ахатовна Ахмадулина) (Moskou, 10 april 1937 - aldaar, 29 november 2010) was een Russisch dichteres en essayiste. 

## Leven en werk
Achmadoelina studeerde literatuur in Moskou en publiceerde al in 1954 haar eerste gedichten in het tijdschrift ‘Oktober’. Tijdens de jaren van de ‚dooi’, na Jozef Stalins dood, was een der eersten die weer ‘intiemere’, persoonlijke, apolitieke (liefdes)poëzie durfde te schrijven. De grondtoon van Achmadoelina is over het algemeen zwaarmoedig. Volgens haar is poëzie er niet om mensen blij te maken, maar om ze te doen lijden (een onder Stalin ongeoorloofde opvatting binnen de Russische literatuur).
Achmadoelina schreef ook veelgrprezen essays, in het bijzonder over Russische schrijvers, onder meer Aleksandr Poesjkin en Michail Lermontov.
Na de Glasnost werd Achmadoelina diverse malen onderscheiden voor haar werk, onder meer met de Staatsprijs van de Sovjet-Unie (1989).
Achmadoelina was de eerste vrouw van de Russische dichter Jevgeni Jevtoesjenko. In de jaren zeventig stond ze bekend om haar protest tegen de vervolgingen van dissidente schrijvers.

## Gedicht
Ik liep de tuin in, maar een woeste weelde

Trof ik toch meer in ‘tuin’ aan, het woord

Dat als bedauwde uitgelopen rozen

Mijn reuk, gehoor en oogopslag bekoort.
(Begin van het gedicht ‘De Tuin’ (1980), vertaling Petra Couvée).

## Werken (selectie)
- Струна. 1962 (De ketting)
- Озноб, 1968 (Koorts)
- Уроки музыки, 1969 (Muzieklessen)
- Стихи, 1975 (Gedichten)
- Метель, 1977 (Sneeuwstorm)
- Свеча. 1977 (De kaars)
- Поездка в город, 1996 (Een dagje naar de stad)
- Наслаждение в Куоккале. 1997 (Vreugde in Kuokkala)